# Intersport Heilbronn Open 2001
L'Intersport Heilbronn Open 2001 è stato un torneo di tennis facente parte della categoria ATP Challenger Series nell'ambito dell'ATP Challenger Series 2001. Il torneo si è giocato a Heilbronn in Germania dal 22 al 28 gennaio 2001 su campi in cemento indoor.

## Vincitori

### Singolare
Michaël Llodra ha battuto in finale  Goran Ivanišević con il punteggio di 6–3, 6–4

### Doppio
Sander Groen /  Jack Waite hanno battuto in finale  Petr Luxa /  David Škoch con il punteggio di 1–6, 6–3, 7–6(4)